# 宮原美佐子
宮原 美佐子（みやはら みさこ、現姓：姫野 美佐子（ひめの みさこ）、1962年5月29日 - ）は、女子長距離走・マラソン選手、政治家。埼玉県川口市出身。

## 略歴
- 1962年 埼玉県川口市芝に生まれる
- 1978年 川口市立芝中学校卒業
- 1981年 川口市立川口高等学校卒業
- 1981年 旭化成入社、同女子陸上部入部
- 1986年 日本陸上競技選手権大会　女子10000m優勝
- 1986年 ソウルアジア大会女子マラソン2位
- 1988年 大阪国際女子マラソン2位
- 1988年 ソウルオリンピック女子マラソン出場
- 1989年 現役を引退
- 1990年 結婚
- 2001年～2005年　埼玉県教育委員（2005年3月辞任）
- 2005年 埼玉県川口市市議会議員補選に民主党推薦で出馬して当選（2007年4月退任）
- 2008年 次回（第45回）衆議院議員総選挙において愛知県第2区から自民党公認で出馬することが内定
- 2009年　第45回衆議院議員総選挙に立候補するが落選
- 現在　二児の母

## ランナー歴―元祖シンデレラガール
高校時代は陸上部に所属し、800m・1500mの選手だったが、全国で活躍するほどではなく、一般のOLとして旭化成に入社する。ところが、社内のジョギング大会に参加した時に実業団・旭化成陸上部の当時の監督であった宗茂の目にとまり、そのまま同社の陸上部に入部。同陸上部のある宮崎県延岡市の延岡支社に移り、宗茂・猛らの指導の下に本格的に競技生活を始める。1982年11月第4回東京国際女子マラソンでデビュー。タイムは3時間14分20秒で完走48名中38位であった（同大会にはのちに同じくソウルオリンピック代表になる浅井えり子も走っている。）
全国都道府県対抗女子駅伝では宮崎代表として1983年の第1回大会から第5回大会までと第7回大会の計6回出場。全日本実業団女子駅伝では1982年の第2回大会は九州実業団チームで（大会設立当初は女子単独でチームを組める実業団がほとんどなく九州実業団など混成チームがほとんどだった）、第3回からは旭化成で出場。区間賞を二度獲得するなど、日本の女子駅伝創成期に活躍し、大会を盛り上げた。
1985年11月の東京国際女子マラソンでは6位入賞、1986年6月に開催された日本選手権女子10,000mで初優勝。同年10月のアジア大会女子マラソンでは、優勝の浅井えり子に惜しくも敗れたものの2位となり銀メダルを獲得、注目され始める。翌1987年1月大阪国際女子マラソンでは、自己ベストを約6分も更新する当時日本女子歴代2位の記録をマークし、優勝のロレーン・モラー（ニュージーランド）、2位のリサ・マーチン（オーストラリア）に次いで3位入賞と健闘した。
ソウルオリンピック代表選手選考会を兼ねた、1988年1月の大阪国際女子マラソンでは、日本女性として初めて2時間30分の壁を破る、2時間29分37秒の日本女子最高記録をマーク、優勝したリサ・マーチンに次ぐ2位入賞を果たした。同時に荒木久美、浅井えり子とともにソウルオリンピック女子マラソン代表の座を獲得する。一般のOLだった市民ジョガーから一気に五輪代表まで駆け上がった宮原は、その当時シンデレラガールと称された。
しかし、期待された1988年9月のソウル五輪ではプレッシャーや調整失敗の影響と、さらにレース前日に腹痛を起こす体調不良も起こしてしまい、メダルも入賞争いにも全く加わる事が出来ずに29位と惨敗。他日本女子選手は浅井が最高で25位、荒木も28位に終わる。このころの女子長距離界は、まだ日本と世界の壁はあまりにも大きかった。
ソウル五輪後の翌1989年5月、ミラノワールドカップマラソンでは、2時間35分16秒のタイムで女子2位となり、日本女子初入賞を果たす。他国の国際レースで日本女子が入賞したのは、宮原が初めてであった。
1989年11月の東京国際女子マラソンへの出走を最後に現役引退することを決意。引退レースでは前半で足の痙攣に襲われ、途中ナンバーカードにつける為の安全ピンを外して太股を突き刺すなどで、痛みとの戦いの走りとなった。優勝争いには全く加われなかったが、それでもなんとか完走して14位、最後は笑顔でゴールとなった。

## 引退後―ママさんランナーから市議会議員へ
1990年、結婚。挙式はハワイのマウイ島で行われるマウイマラソンを独身最後に2人で走った後にあげる。以後は川口市に居を移し、東京の旭化成アミダスに所属。旭化成ランニングアドバイザーとして「走ることの楽しさ、すばらしさ」を多くの人に伝える活動に従事することになる。
1992年10月と1994年12月相次いで女児を出産、2児の母親となったが、その間も家事、育児、会社勤めの傍ら各地に招かれてランニング指導、講演、対談、シンポジウムのパネラー、マラソンや駅伝放送の解説等の幅広い活動を続ける。
その一方で、市民ランナーそしてママさんランナーとして、ホノルル・フィジー・ゴールドコースト・名古屋・東京など、世界中のフルマラソンレースにも出場している。
1997年から川口市行政審議会委員を2期務める。2001年からは埼玉県からの要請を受け、埼玉県教育委員会の教育委員も務めるが、教育委員会の政治姿勢への疑問から2005年3月に辞任。同年5月22日投票の埼玉県川口市の市議会議員補欠選挙に民主党推薦の無所属で立候補する。「オリンピック出場のとき、段ボールに5、6箱もの千羽鶴を贈って励ましてくれた川口の子供たちに何の恩返しもできず、心にずっとひっかかっていた。その世代が若い親になったいまこそ、教育問題でお役に立ちたい」と出馬したという。
公示日と投票前日は、市民ランナーらしくそれぞれ21キロずつ計42キロ走っての選挙活動を行い、46,865票を獲得。他の3人の候補を抑えて初当選。旭化成陸上部時代の恩師、宗茂・猛からは、蘭の花とともに「持ち前の負けん気の強さを生かせ」とのアドバイスを贈られた。その2年後の2007年4月、4月22日投票の川口市市議会議員選挙には出馬しないことを表明。
2007年5月、一部週刊誌で自民党愛知県総支部連合会における次回総選挙の候補者選定で最終選考者として取り沙汰され、2008年に愛知県第2区からの出馬が内定。2009年8月30日投票の第45回衆議院議員総選挙では、前職で民主党の古川元久に10万票以上の差を付けられ、重複立候補した比例代表でも復活当選を果たせずに落選した。

## エピソード
マラソン選手になってからずっとショートヘアだったが、引退を決意してからは「最後のレースくらいは、長い髪をなびかせながら走りたい」という願望で髪を伸ばし始め、引退レースとなった1989年11月の東京国際女子マラソンでは長く伸びた髪をポニーテールにまとめた姿で走った。引退後は早々とショートヘアに戻している。

## 主な記録（マラソン以外）
- 1982年 全日本実業団女子駅伝（九州実業団混成チーム） 4区区間賞
- 1983年 全日本実業団女子駅伝（旭化成）2区区間賞
- 1984年 横浜国際女子駅伝（九州選抜）4区区間16位
- 1986年 日本選手権　女子10,000m 優勝 34分53秒89

## マラソン全記録
- 1982年11月 東京国際女子マラソン 38位 3時間14分20秒(マラソンデビュー)
- 1983年11月 東京国際女子マラソン 20位 2時間49分33秒
- 1984年01月 大阪女子マラソン 29位 2時間54分21秒
- 1985年01月 大阪国際女子マラソン 110位 3時間20分15秒
- 1985年03月 名古屋国際女子マラソン 12位 2時間47分53秒
- 1985年11月 東京国際女子マラソン 6位 2時間38分07秒
- 1986年03月 名古屋国際女子マラソン 4位 2時間42分02秒(日本人首位)
- 1986年10月 ソウルアジア競技大会女子マラソン 2位 2時間41分36秒 (銀メダル獲得)
- 1987年01月 大阪国際女子マラソン 3位 2時間32分10秒(日本人首位・当時日本歴代2位)
- 1987年04月 ロンドンマラソン 女子6位 2時間33分41秒(日本人首位)
- 1988年01月 大阪国際女子マラソン 2位 2時間29分37秒(日本人首位・当時日本最高記録:日本人女子で初めて2時間30分切る）
- 1988年09月 ソウルオリンピック女子マラソン 29位 2時間35分26秒
- 1989年05月 ミラノワールドカップマラソン 女子2位 2時間35分16秒 (日本人首位・日本女子初入賞)
- 1989年11月 東京国際女子マラソン 14位 2時間47分27秒(引退レース)
- 1990年03月 マウイマラソン 女子2位 2時間53分11秒
- 1990年12月 ハワイホノルルマラソン 女子2位 2時間34分51秒(日本人首位)
- 1993年07月 ゴールドコーストマラソン 女子3位 2時間42分42秒
- 1994年02月 泉州国際市民マラソン 女子2位 2時間52分21秒(日本人首位・記録は非公認)
- 1994年03月 名古屋国際女子マラソン 18位 2時間41分27秒
- 1997年06月 フィジー国際マラソン 女子優勝 2時間47分38秒
- 1997年11月 東京国際女子マラソン 28位 2時間45分55秒

## 解説をした主なレース
- 東京国際女子マラソン
- 大阪国際女子マラソン
- 名古屋国際女子マラソン（2003年～2008年大会はバイクに乗車しての実況を担当）
- 横浜国際女子駅伝
- 1992年バルセロナオリンピック女子マラソン
- 1996年アトランタオリンピック女子マラソン
- 2000年シドニーオリンピック女子マラソン

## 関連書籍
- 『ジョギングからマラソンへ　42.195kmの完走をめざす』（宮原美佐子(監修)、新星出版社、1996/1、ISBN 978-4405081321）
- 『天に向かって走れ　広島日出国聞書』（廣島日出国(述)、金子麻理(著)、西日本新聞社、1999/3、旭化成陸上部在籍時の監督、廣島日出国による宮原美佐子の記事をpp.142-147に掲載、ISBN 978-4816704802）